# Bismut(III)sulfide
Bismut(III)sulfide is een anorganische verbinding van bismut en zwavel, met als brutoformule Bi2S3. De stof is een bruin poeder en onoplosbaar in water.

## Synthese
Bismut(III)sulfide wordt gesynthetiseerd volgens onderstaande reactie:
{\displaystyle \mathrm {Bi_{2}O_{3}\ +\ 3\ H_{2}S\longrightarrow \ Bi_{2}S_{3}\ +\ 3\ H_{2}O} }